# Ronald Laing
Pour les articles homonymes, voir Laing.
Ronald David Laing (né le 7 octobre 1927 à Govanhill (Écosse) et mort le 23 août 1989 à Saint-Tropez (France) ) est un psychiatre britannique qui fait partie du mouvement antipsychiatrique au Royaume-Uni avec David Cooper, Aaron Esterson et Joseph Berke.
Il écrit entre autres, avec Esterson, L'Équilibre mental, la folie et la famille. Il condamne la pratique de la psychiatrie sous ses formes institutionnelles et médicales.

## Biographie
Ronald David Laing est né à Govanhill, Glasgow (Écosse) en 1927, fils d'un ingénieur. À l'école, il se fait remarquer pour son talent musical — ultérieurement il est devenu un associé du Royal College of Music —. Malgré son intérêt en matière de littérature et de philosophie, il choisit de faire des études de médecine à l'université de Glasgow. Pendant ses études, il s'intéresse particulièrement à la psychanalyse et entretient une correspondance avec Karl Jaspers.
Lorsque la guerre de Corée éclate, en 1951, Ronald Laing est réquisitionné par l'armée. Il quitte l'armée en 1953 pour le Gartnavel Royal Hospital à Glasgow. Il quitte Glasgow, et part se former à Londres de 1956 à 1964 à la Tavistock Clinic et à l’Institut de Psychanalyse.
En 1965, il fonde avec David Cooper et Aaron Esterson la Philadelphia Association, la Arbours Association et la New School of Psychotherapy and Counselling.
Il a écrit quantité d'ouvrages sur des thèmes psychanalytiques et philosophiques. Il est l'auteur de plusieurs recueils de poésie.
Sa vie privée est mouvementée. Il souffre de dépression nerveuse et d'alcoolisme. Il a 10 enfants avec quatre femmes.
Il meurt d'une crise cardiaque pendant un match de tennis à Saint-Tropez en 1989.

## Influences
Ronald D. Laing a été influencé par Karl Marx, Maurice Merleau-Ponty et surtout par la pensée sartrienne. Jean-Paul Sartre a d'ailleurs écrit la préface du livre Raison et violence rédigé par Laing en collaboration avec David Cooper.
Très souvent classé parmi les dissidents de la psychiatrie, Ronald Laing a été considéré comme le pape de l'antipsychiatrie. Même si ce sobriquet lui a été attribué par son ami David Cooper, Ronald Laing a toujours été gêné par cette dénomination ; il cherchait une autre façon de concevoir la maladie mentale. Il la voyait plutôt comme une réaction à l'environnement, et la psychiatrie traditionnelle comme s'adressant aux symptômes intra-personnels et interpersonnels par des mesures biologiques. La fondation et l'approche de la Philadelphia Association à Kingsley Hall avait pour but de créer un lieu d’accueil pour des patients dits schizophrènes, et les accompagner par une sorte de psychanalyse pratique et engagée. Mary Barnes, une des patientes de l'époque, a décrit son expérience dans son ouvrage, Un voyage à travers la folie.

## Héritage
Ronald D. Laing a remis en cause une part de ses travaux dans son livre Sagesse, Déraison et Folie, écrit autobiographique publié en 1985. Par ailleurs La Politique de la famille a influencé  L'Anti-Œdipe de Gilles Deleuze et Félix Guattari qui citent : 
« Je voudrais donner ici une idée du nœud dans lequel se trouvait bloqué un jeune homme de vingt-trois ans lorsque je l'ai vu pour la première fois. Je le présente comme un exemple de l'intériorisation d’une situation familiale impliquant plusieurs générations et conduisant encore à un diagnostic de schizophrénie. Bien entendu, je simplifierai énormément les choses. Ce jeune homme se fait de lui-même l'idée suivante : côté droit, masculin ; côté gauche, féminin. Le côté gauche est plus jeune que le côté droit. Les deux côtés ne se rejoignent pas. Détails fournis par la psychanalyse et d'autres sources : sa mère lui a dit qu'il ressemblait à son père, son père lui a dit qu'il ressemblait à sa mère. Conséquemment, d'une part (ou, comme il disait, par son côté droit), il était homosexuel passif, et d'autre part (son côté gauche), une lesbienne mâle. ».
En 1971, Kenneth Loach réalise le film Family Life largement inspiré des théories de Ronald D. Laing et D. Cooper.

## Publications
- Le Moi divisé, 1960.
- en collaboration avec David Cooper, Raison et Violence, 1960.
- Soi et les autres, 1961.
- La Politique de l’expérience et l'oiseau de paradis (en) (1967)
- Nœuds, 1970.
- La Politique de la famille, 1971.
- En collaboration avec A. Esterson, L'Équilibre mental, la folie et la famille, 1971.
- Les Faits de la vie : essai sur les émotions, les faits et les fantasmes, 1977.
- Est-ce que tu m’aimes ?, 1978.
- Conversations avec mes enfants, 1978.
- Avec Richard Evans, Rencontres avec Laing, 1979.
- Sonnets, 1980.
- Sagesse, Déraison et Folie : la fabrication d'un psychiatre, 1985.
- La Voix de l’expérience, 1986.